# Adolf Spamer
Adolf Spamer (* 10. April 1883 in Mainz; † 20. Juni 1953 in Dresden) war ein deutscher Germanist und Volkskundler. Er war einer der wesentlichen Mitarbeiter des Atlas der deutschen Volkskunde, Mitgründer der Volkskunde in der DDR und zählt zu den bedeutendsten Wissenschaftlern der Volkskunde der Zwischenkriegszeit.

## Leben

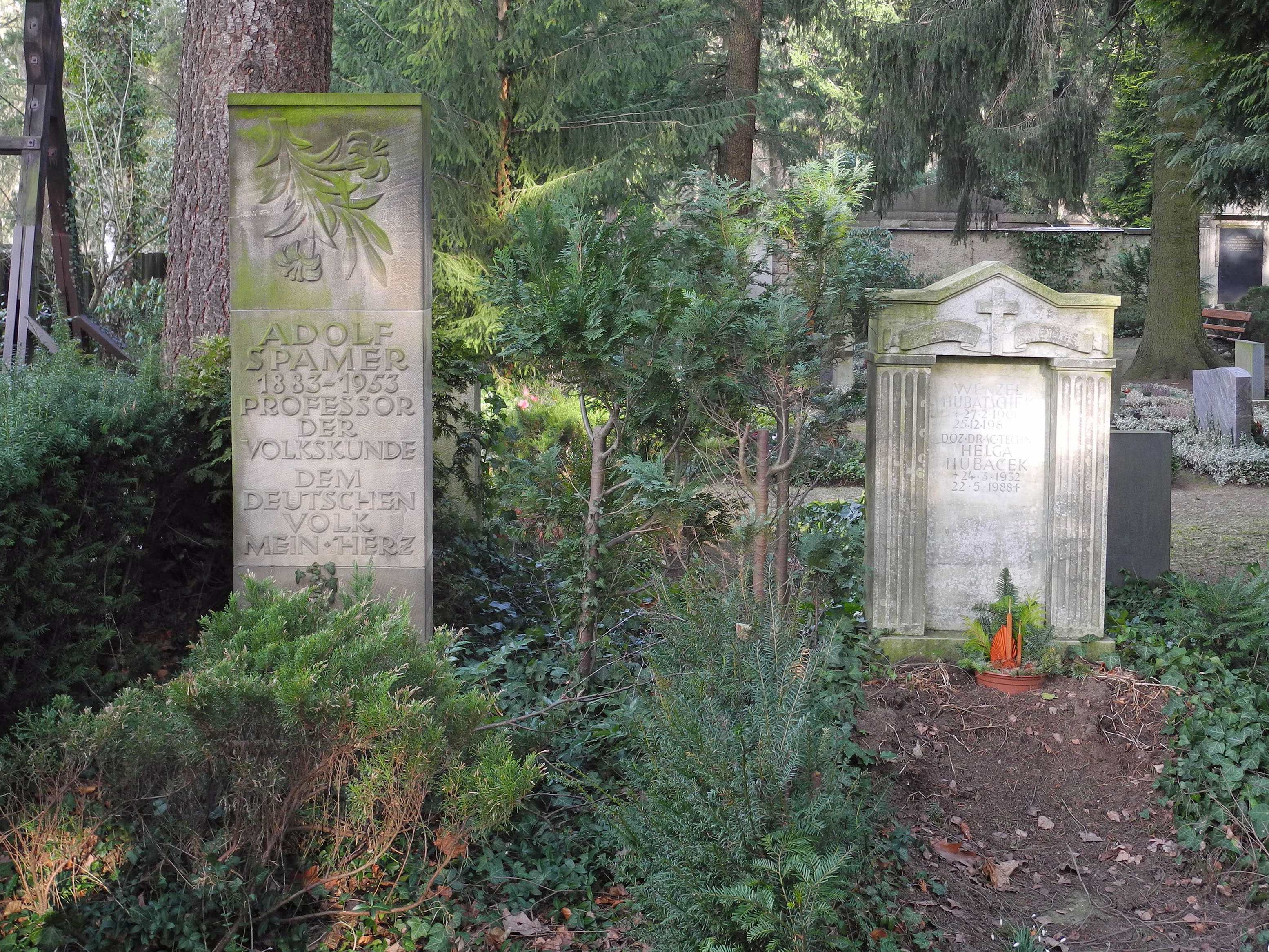
Grab von Adolf Spamer auf dem Waldfriedhof Dresden-Weißer Hirsch

Adolf Spamer studierte Germanistik und die Nebenfächern Kunstgeschichte und Nationalökonomie. Im Jahr 1908 wurde er in Gießen mit einer Arbeit über Mystikertexte promoviert. Anschließend war er bis 1919 Leiter des volkskundlichen Landesarchivs beim Landesverein für den bayerischen Heimatschutz in München, unterbrochen durch die Kriegsteilnahme von 1915 bis 1918. Er habilitierte sich 1921 an der Universität Frankfurt.
1926 wurde er an die Technische Hochschule Dresden berufen. Gemeinsam mit Albert Zirkler gab er ab 1928 im Verlag Brandstetter die Publikationsreihe „Sächsisches Volkstum“ heraus und gründete mit Zirkler und anderen Volkskundlern 1929 die „Freie Vereinigung für Volkskunde Dresden“, die drei Jahre später in „Verein für Volkskunde Dresden“ umbenannt wurde.
Nach der „Machtergreifung“ der Nationalsozialisten unterzeichnete er am 11. November 1933 das Bekenntnis der deutschen Professoren zu Adolf Hitler. 1934 wurde er Mitglied des Nationalsozialistischen Lehrerbunds Sachsen. Im gleichen Jahr wurde er Leiter der „Abteilung Volkskunde“ in der „Reichsgemeinschaft für Deutsche Volksforschung“, zeitweilig übernahm er auch die Leitung des Atlas der deutschen Volkskunde.
Im Jahr 1936 wurde an der damaligen Berliner Friedrich-Wilhelm-Universität der erste rein volkskundliche Lehrstuhl in Deutschland eingerichtet und mit Adolf Spamer besetzt. Mit der Professur geriet er in Auseinandersetzungen zwischen dem Amt Rosenberg und dem SS-Ahnenerbe. Als ihn 1938 die Vollversammlung der Preußischen Akademie der Wissenschaften einhellig zu ihrem Mitglied wählte, verweigerte das Reichswissenschaftsministerium die Zustimmung. Spamer erkrankte und zog sich um 1942 nach Dresden zurück.
Nach dem Zweiten Weltkrieg wurde im November 1945 unter seiner Leitung das „Institut für Volkskunst und Volksbrauch“ gegründet, im Mai 1947 in „Institut für Volkskunde“ umbenannt und der Technischen Hochschule Dresden angegliedert. Spamer erhielt eine Professur für germanische Philologie an der Pädagogischen Fakultät, ab 1947 war er Direktor des neugegründeten Kulturwissenschaftliches Instituts an der Technischen Hochschule, gemeinsam mit dem marxistischen Schriftsteller Ludwig Renn. Seit 1949 war er ordentliches Mitglied der Sächsischen Akademie der Wissenschaften. Außerdem leitete er die „Kommission für Volkskunde“ der Deutschen Akademie der Wissenschaften. Wegen seines schlechten Gesundheitszustandes gewann er 1951 Wolfgang Steinitz als Kommissionsleiter, der auch sein Nachfolger wurde.
Spamer wurde auf dem Waldfriedhof Weißer Hirsch beigesetzt. Sein umfangreicher Nachlass befindet sich im Institut für Sächsische Geschichte und Volkskunde. Ein Teil des Nachlasses bildet dort den Corpus der Segen und Beschwörungsformeln (CSB) mit etwa 23.000 Texten, der auf Sachsen.Digital online verfügbar ist.

## Schriften (Auswahl)
Ein umfassendes Verzeichnis der Schriften Spamers findet sich in: Manfred Seifert, Sofie Ziegler: Adolf Spamer. Neuere Studien zu Werkverzeichnis und Nachlass. In: Volkskunde in Sachsen 25/2013, S. 167–198, online.
- Über die Zersetzung und Vererbung in den deutschen. Mystikertexten. 1910 (Dissertation).
- Das kleine Andachtsbild vom XIV. bis zum XX. Jahrhundert. F. Bruckmann, München 1930.
- Kredit ist tot. Zur Geschichte eines volkstümlichen Scherzbildes. In: Volkskundliche Gaben. John Meier zum siebzigsten Geburtstage dargebracht, Berlin: de Gruyter 1934, S. 223–243.
- Arbeitsstand und Problemstellungen der deutschen Bilderbogenforschung. In: Ernst Bargheer, Herbert Freudenthal (Hrsg.): Volkskunde-Arbeit. Zielsetzung und Gehalte, Berlin: de Gruyter 1934, S. 109–132.
- Die deutsche Volkskunde. Bibliographisches Institut, Leipzig; Herbert Stubenrauch Verlagsbuchhandlung, Berlin. Band 1, 1934, Band 2, 1935.
- Die Tätowierung in den deutschen Hafenstädten. Ein Versuch zur Erfassung ihrer Formen und ihres Bildgutes. Winter, Bremen 1934.[9]
- Deutsche Volkskunst. Sachsen. Text &. Bildersammlung. Böhlau, Weimar 1943.
- Romanusbüchlein. Historisch-philologischer Kommentar zu einem deutschen Zauberbuch. Aus dem Nachlass bearbeitet von Johanna Nickel. Berlin 1958 (= Deutsche Akademie der Wissenschaften zu Berlin, Veröffentlichungen des Instituts für deutsche Volkskunde. Band 17).